# Добужек
Добужек (пол. Dobużek) — село в Польщі, у гміні Лащів Томашівського повіту Люблінського воєводства. Населення — 225 осіб (2011).

## Історія
За даними етнографічної експедиції 1869—1870 років під керівництвом Павла Чубинського, у селі переважно проживали греко-католики, усе населення розмовляло українською мовою.
У 1921 році село входило до складу гміни Лащів Томашівського повіту Люблінського воєводства Польської Республіки.
За німецької окупації 1939—1944 років у селі діяла українська школа.
У 1975—1998 роках село належало до Замойського воєводства.

## Населення
За переписом населення Польщі 10 вересня 1921 року в селі налічувалося 65 будинків та 429 мешканців, з них:
- 205 чоловіків та 224 жінки;
- 335 православних, 78 римо-католиків, 16 юдеїв;
- 335 українців, 78 поляків, 16 євреїв.

Демографічна структура станом на 31 березня 2011 року:
|          | Загалом | Допрацездатний вік | Працездатний вік | Постпрацездатний вік |
| -------- | ------- | ------------------ | ---------------- | -------------------- |
| Чоловіки | 111     | 12                 | 81               | 18                   |
| Жінки    | 114     | 17                 | 54               | 43                   |
| Разом    | 225     | 29                 | 135              | 61                   |